# Automatický stabilizátor
Automatický stabilizátor (též vestavěný stabilizátor, anglicky automatic stabilizer) je v politické ekonomii nástroj fiskální (rozpočtové) politiky, který po svém zavedení automaticky omezuje cyklické výkyvy v ekonomice bez rozhodnutí vlády nebo zásahu jiného ekonomického subjektu.
Zatímco expanzivní vládní opatření zajišťují spíše krátkodobé povzbuzení ekonomiky, automatické stabilizátory představují dlouhodobý stabilizační efekt na ekonomiku v průběhu cyklu.
Příklady automatických stabilizátorů jsou:
- osobní důchodová daň s progresivní daňovou sazbou,
- podpory v nezaměstnanosti a sociální transfery,
- subvence do zemědělství či výkup zemědělských přebytků.